# Пихтовая (приток Ратты)
Пихтовая — река в России, протекает по территории Красноселькупского района Ямало-Ненецкого автономного округа. Начинается в лесах. От истока течёт на юг, затем поворачивает в восточном направлении. Впадает в реку Ратта в 184 км от её устья по левому берегу на высоте 103 метра над уровнем моря. Длина реки составляет 13 км.

## Данные водного реестра
По данным государственного водного реестра России относится к Нижнеобскому бассейновому округу, водохозяйственный участок реки — Таз, речной подбассейн реки — Подбассейн отсутствует. Речной бассейн реки — Таз.
По данным геоинформационной системы водохозяйственного районирования территории РФ, подготовленной Федеральным агентством водных ресурсов:
- Код водного объекта в государственном водном реестре — 15050000112115300064003
- Код по гидрологической изученности (ГИ) — 115306400
- Код бассейна — 15.05.00.001
- Номер тома по ГИ — 15
- Выпуск по ГИ — 3